# 길병옥
길병옥(1966년 ~ )은 대한민국의 군사학자, 안보 전문가이다.

## 경력
- 충남대학교 평화안보대학원 원장[1]
- 한국해양안보논총 편집위원장
- 민주평화통일자문회의 자문위원
- 청와대국가안전보장회의 정책담당관
- 공군정책발전 자문위원
- 충남대학교 국가안보융합학부 학부장
- 세종시 미래전략자문단 단장

## 저서
- 국가안보론
- 현대 북한의이해
- 군사학개론